# Llista de monuments de Mataró (centre)
Llista de monuments de Mataró inclosos en l'Inventari del Patrimoni Arquitectònic Català per al barri del Centre de Mataró (Maresme). Inclou els inscrits en el Registre de Béns Culturals d'Interès Nacional (BCIN) amb la classificació de monuments històrics, els Béns Culturals d'Interès Local (BCIL) de caràcter arquitectònic i la resta de béns integrants del patrimoni cultural català.
El barri del Centre de Mataró inclou el centre històric entre muralles més l'extensió fins al mar del barri de l'Estació. Com a barri administratiu està delimitat pel traçat de les antigues muralles al nord; els carrers Coma, Hospital i Sant Pere, a l'est; i els carrers Torrent, Iluro i Cooperativa a l'oest.
| Monument                                                       | Protecció       | Estil/època                                  | Localització | Coordenades                                          | Codi?         | Imatge |
| -------------------------------------------------------------- | --------------- | -------------------------------------------- | --- | ---------------------------------------------------- | ------------- | --- |
| Nau Gaudí, Cooperativa Obrera Mataronina                       | BCIN 153-MH-EN  | Modernisme Antoni Gaudí i Cornet XIX Final   | Mataró C. Cooperativa, 25 | 41° 32′ 02″ N, 2° 26′ 33″ E / 41.533981°N,2.442506°E | RI-51-0003824 | Nau Gaudí (Mataró) · Vegeu més fotos d'aquest monument · Carregueu una nova foto d'aquest monument                                                             |
| Presó de Mataró                                                | BCIN 361-MH-EN  | Historicisme XIX                             | Mataró Muralla de la Presó, 2 | 41° 32′ 30″ N, 2° 26′ 37″ E / 41.541678°N,2.443495°E | RI-51-0004358 | Presó de Mataró · Vegeu més fotos d'aquest monument · Carregueu una nova foto d'aquest monument                                                                |
| Basílica de Santa Maria                                        | BCIN 362-MH-EN  | Gòtic, barroc, neoclassicisme XVI, XVII, XIX | Mataró Pl. de Santa Maria, 11 | 41° 32′ 28″ N, 2° 26′ 48″ E / 41.540985°N,2.446753°E | RI-51-0010146 | Basílica de Santa Maria (Mataró) · Vegeu més fotos d'aquest monument · Carregueu una nova foto d'aquest monument                                               |
| Casa Coll i Regàs                                              | BCIN 363-MH-EN  | Modernisme Josep Puig i Cadafalch XIX (1898) | Mataró C. Argentona, 55 | 41° 32′ 26″ N, 2° 26′ 28″ E / 41.54065°N,2.441206°E  | RI-51-0001432 | Casa Coll i Regàs (Mataró) · Vegeu més fotos d'aquest monument · Carregueu una nova foto d'aquest monument                                                     |
| Muralla d'època moderna de Mataró                              | BCIN 4096-MH-ZA | XVI-XVII                                     | Mataró Bxda. Espenyes, 7-11 i 2-8 - c. Barcelona, 38 - la Riera - pl. Pere Màrtir Viada - c. de la Palma, 15 - pl. Figueretes, 4 | 41° 32′ 22″ N, 2° 26′ 54″ E / 41.539504°N,2.448433°E | IPA-39771     | Muralla d'època moderna (Mataró) · Vegeu més fotos d'aquest monument · Carregueu una nova foto d'aquest monument                                               |
| Façana del Teatre Clavé                                        | BCIL 2003       | Eclecticisme, modernisme XIX                 | Mataró C. de Montserrat - la Rambla                                                                                              | 41° 32′ 12″ N, 2° 26′ 37″ E / 41.53675°N,2.44364°E   | IPA-411       | Façana del Teatre Clavé (Mataró) · Vegeu més fotos d'aquest monument · Carregueu una nova foto d'aquest monument                                               |
| Gelosies o xafarderes del carrer Barcelona                     |                 | Obra popular XVIII-XIX                       | Mataró C. Barcelona, 24, 33, 45                                                                                                  | 41° 32′ 19″ N, 2° 26′ 45″ E / 41.538591°N,2.44589°E  | IPA-8638      | Gelosies del carrer Barcelona (Mataró) · Vegeu més fotos d'aquest monument · Carregueu una nova foto d'aquest monument                                         |
| Capella de Sant Sebastià                                       | BCIL 2003       | Neoclassicisme XVII, XIX, XX                 | Mataró C. Barcelona, 2 | 41° 32′ 18″ N, 2° 26′ 42″ E / 41.538209°N,2.445034°E | IPA-8639      | Capella de Sant Sebastià (Mataró) · Vegeu més fotos d'aquest monument · Carregueu una nova foto d'aquest monument                                              |
| Casa Escolà                                                    | BCIL 2003       | Gòtic XV                                     | Mataró C. Beata Maria, 1 | 41° 32′ 26″ N, 2° 26′ 47″ E / 41.540604°N,2.446461°E | IPA-8640      | Casa Escolà (Mataró) · Vegeu més fotos d'aquest monument · Carregueu una nova foto d'aquest monument                                                           |
| Edifici al carrer Bonaire, 35, Can Palau                       | BCIL 2003       | Obra popular, gòtic-renaixement XVII         | Mataró C. Bonaire, 35 | 41° 32′ 30″ N, 2° 26′ 45″ E / 41.54167°N,2.44577°E   | IPA-8642      | Edifici al carrer Bonaire, 35 (Mataró) · Vegeu més fotos d'aquest monument · Carregueu una nova foto d'aquest monument                                         |
| Mercat de la plaça de Cuba, o Mercat de la Puríssima Concepció | BCIL 2003       | Racionalisme XX                              | Mataró Pl. Cuba, 25 | 41° 32′ 14″ N, 2° 26′ 28″ E / 41.537337°N,2.441085°E | IPA-8643      | Mercat de la plaça de Cuba (Mataró) · Vegeu més fotos d'aquest monument · Carregueu una nova foto d'aquest monument                                            |
| Antics Jutjats de Mataró                                       | BCIL 2003       | Neoclassicisme XIX Mitjan                    | Mataró C. Don Magí de Vilallonga, 5                                                                                              | 41° 32′ 24″ N, 2° 26′ 50″ E / 41.540102°N,2.447188°E | IPA-8650      | Antics Jutjats (Mataró) · Vegeu més fotos d'aquest monument · Carregueu una nova foto d'aquest monument                                                        |
| Mercat el Tren, o el Tranvia, el Rengle                        | BCIL 2003       | Modernisme XIX Final                         | Mataró Pl. Gran | 41° 32′ 25″ N, 2° 26′ 49″ E / 41.54015°N,2.44687°E   | IPA-8651      | Mercat el Tren (Mataró) · Vegeu més fotos d'aquest monument · Carregueu una nova foto d'aquest monument                                                        |
| Can Llorell, Can Fradera, o Can Guanyabens                     | BCIL 2003       | Historicisme XVI                             | Mataró Pl. Gran, 3 | 41° 32′ 25″ N, 2° 26′ 49″ E / 41.54031°N,2.44698°E   | IPA-8652      | Can Llorell (Mataró) · Vegeu més fotos d'aquest monument · Carregueu una nova foto d'aquest monument                                                           |
| Can Caralt Antic                                               | BCIL 2003       | Obra popular XVII                            | Mataró Pl. Gran, 10 | 41° 32′ 24″ N, 2° 26′ 48″ E / 41.53997°N,2.44669°E   | IPA-8653      | Can Caralt Antic (Mataró) · Vegeu més fotos d'aquest monument · Carregueu una nova foto d'aquest monument                                                      |
| Monument a Miquel Biada                                        |                 | Academicisme XX                              | Mataró | 41° 32′ 01″ N, 2° 26′ 43″ E / 41.53357°N,2.44532°E   | IPA-8658      | Monument a Miquel Biada (Mataró) · Vegeu més fotos d'aquest monument · Carregueu una nova foto d'aquest monument                                               |
| Estació de tren                                                | BCIL 2003       | Eclecticisme XX Inici                        | Mataró Av. Maresme | 41° 32′ 00″ N, 2° 26′ 44″ E / 41.533413°N,2.445433°E | IPA-8659      | Estació de tren (Mataró) · Vegeu més fotos d'aquest monument · Carregueu una nova foto d'aquest monument                                                       |
| El Cafè del Mar                                                | BCIL 2003       | Historicisme XIX Final                       | Mataró Av. del Maresme, 269 | 41° 32′ 07″ N, 2° 26′ 51″ E / 41.53526°N,2.447492°E  | IPA-8666      | El Cafè del Mar (Mataró) · Vegeu més fotos d'aquest monument · Carregueu una nova foto d'aquest monument                                                       |
| Residència Sant Josep                                          | BCIL 2003       | Noucentisme, modernisme XX                   | Mataró Muralla de Sant Llorenç, 9                                                                                                | 41° 32′ 20″ N, 2° 26′ 39″ E / 41.53896°N,2.44404°E   | IPA-8668      | Residència Sant Josep (Mataró) · Vegeu més fotos d'aquest monument · Carregueu una nova foto d'aquest monument                                                 |
| Foment Mataroní                                                | BCIL 2003       | Obra popular XVII, XX                        | Mataró C. Nou, 11 | 41° 32′ 27″ N, 2° 26′ 41″ E / 41.54097°N,2.44472°E   | IPA-8670      | El Foment Mataroní (Mataró) · Vegeu més fotos d'aquest monument · Carregueu una nova foto d'aquest monument                                                    |
| Can Parera                                                     | BCIL 2003       | Historicisme XIX Final                       | Mataró C. Nou, 20 | 41° 32′ 27″ N, 2° 26′ 41″ E / 41.5408°N,2.44481°E    | IPA-8671      | Can Parera (Mataró) · Vegeu més fotos d'aquest monument · Carregueu una nova foto d'aquest monument                                                            |
| La Peixateria                                                  | BCIL 2003       | Neoclassicisme XIX Mitjan                    | Mataró Pl. de la Peixateria | 41° 32′ 20″ N, 2° 26′ 49″ E / 41.538891°N,2.447058°E | IPA-8678      | La Peixateria (Mataró) · Vegeu més fotos d'aquest monument · Carregueu una nova foto d'aquest monument                                                         |
| Can Aymar                                                      | BCIL 2003       | Historicisme XIX                             | Mataró La Riera, 33 | 41° 32′ 22″ N, 2° 26′ 40″ E / 41.53933°N,2.44458°E   | IPA-8682      | Ca n'Aymar (Mataró) · Vegeu més fotos d'aquest monument · Carregueu una nova foto d'aquest monument                                                            |
| Casa de la Ciutat                                              | BCIL 2003       | Neoclassicisme XVII, XIX                     | Mataró La Riera, 48 | 41° 32′ 23″ N, 2° 26′ 41″ E / 41.539736°N,2.44474°E  | IPA-8683      | Casa de la Ciutat (Mataró) · Vegeu més fotos d'aquest monument · Carregueu una nova foto d'aquest monument                                                     |
| Antic Ateneu Mataroní, actual Fundació Iluro                   | BCIL 2003       | Obra popular XVII                            | Mataró La Riera, 92-94-96 (transformat)                                                                                          | 41° 32′ 29″ N, 2° 26′ 39″ E / 41.54126°N,2.44418°E   | IPA-8684      | Antic Ateneu Mataroní (Mataró) · Vegeu més fotos d'aquest monument · Carregueu una nova foto d'aquest monument                                                 |
| Església de Santa Anna de Mataró                               | BCIL 2003       | Barroc XVIII                                 | Mataró Pl. Santa Anna, 1 | 41° 32′ 16″ N, 2° 26′ 42″ E / 41.53788°N,2.444982°E  | IPA-8686      | Església de Santa Anna (Mataró) · Vegeu més fotos d'aquest monument · Carregueu una nova foto d'aquest monument                                                |
| Casetes del carrer de Sant Agustí, 27-55                       | BCIL 2003       | Modernisme XIX                               | Mataró C. Sant Agustí, 27-55 | 41° 32′ 10″ N, 2° 26′ 44″ E / 41.53605°N,2.44564°E   | IPA-8687      | Casetes del carrer de Sant Agustí, 27-55 (Mataró) · Vegeu més fotos d'aquest monument · Carregueu una nova foto d'aquest monument                              |
| Casa Vila Picó, o Autoservei-alimentació R. Rey                | BCIL 2003       | Gòtic tardà XVI                              | Mataró C. Santa Maria, 22 | 41° 32′ 24″ N, 2° 26′ 48″ E / 41.54013°N,2.44656°E   | IPA-8688      | Casa Vila Picó (Mataró) · Vegeu més fotos d'aquest monument · Carregueu una nova foto d'aquest monument                                                        |
| Cases Milà i Escolà                                            | BCIL 2003       | Gòtic tardà XVI                              | Mataró Pl. de Santa Maria, 5-6                                                                                                   | 41° 32′ 26″ N, 2° 26′ 46″ E / 41.54064°N,2.44609°E   | IPA-8693      | Cases Milà i Escolà (Mataró) · Vegeu més fotos d'aquest monument · Carregueu una nova foto d'aquest monument                                                   |
| Antiga Fàbrica Borràs i Massó                                  | BCIL 2003       | Noucentisme XX                               | Mataró C. Sant Antoni, 68 | 41° 32′ 11″ N, 2° 26′ 52″ E / 41.53652°N,2.44781°E   | IPA-8694      | Antiga Fàbrica Borràs i Massó (Mataró) · Vegeu més fotos d'aquest monument · Carregueu una nova foto d'aquest monument                                         |
| Edifici de la Creu Roja, o Beneficència                        | BCIL 2003       | Modernisme XX Final                          | Mataró C. de Sant Josep, 9 | 41° 32′ 23″ N, 2° 26′ 37″ E / 41.539625°N,2.443613°E | IPA-8695      | Edifici de la Creu Roja (Mataró) · Vegeu més fotos d'aquest monument · Carregueu una nova foto d'aquest monument                                               |
| Església parròquial de Sant Joan i Sant Josep de Mataró        | BCIL 2003       | Barroc XVII                                  | Mataró C. de Sant Josep, 7 | 41° 32′ 23″ N, 2° 26′ 38″ E / 41.539661°N,2.443801°E | IPA-8696      | Església parròquial de Sant Joan i Sant Josep (Mataró) · Vegeu més fotos d'aquest monument · Carregueu una nova foto d'aquest monument                         |
| Casa al carrer Sant Pere, 49                                   |                 | Obra popular XVII                            | Mataró C. Sant Pere, 49 (reformada)                                                                                              | 41° 32′ 16″ N, 2° 27′ 00″ E / 41.53783°N,2.44999°E   | IPA-8698      | Casa al carrer Sant Pere, 49 (Mataró) · Vegeu més fotos d'aquest monument · Carregueu una nova foto d'aquest monument                                          |
| Casa Sisternes                                                 | BCIL 2003       | Modernisme                                   | Mataró C. Sant Simó, 18 | 41° 32′ 26″ N, 2° 26′ 53″ E / 41.54056°N,2.44792°E   | IPA-8699      | Casa Sisternes (Mataró) · Vegeu més fotos d'aquest monument · Carregueu una nova foto d'aquest monument                                                        |
| Can Palomer, o Fideueria la Confianza                          | BCIL 2003       | Modernisme XIX Final                         | Mataró C. Sant Cristòfor, 10 | 41° 32′ 22″ N, 2° 26′ 48″ E / 41.53951°N,2.44679°E   | IPA-8700      | Can Palomer (Mataró) · Vegeu més fotos d'aquest monument · Carregueu una nova foto d'aquest monument                                                           |
| Capelles de carrer                                             |                 | Obra popular XIX                             | Mataró C. Nou, 27 - c. Barcelona                                                                                                 | 41° 32′ 27″ N, 2° 26′ 43″ E / 41.54086°N,2.445412°E  | IPA-8702      | Capelles de carrer (Mataró) · Vegeu més fotos d'aquest monument · Carregueu una nova foto d'aquest monument                                                    |
| Repartidor d'aigües                                            | BCIL 2003       |                                              | Mataró C. Torrent, 3 | 41° 32′ 25″ N, 2° 26′ 25″ E / 41.540406°N,2.440411°E | IPA-8717      | Repartidor d'aigües al carrer Torrent, 3 (Mataró) · Vegeu més fotos d'aquest monument · Carregueu una nova foto d'aquest monument                              |
| Edifici a la Riera, 46                                         | BCIL 2003       | Gòtic XVI, XX                                | Mataró La Riera, 46 | 41° 32′ 23″ N, 2° 26′ 42″ E / 41.53959°N,2.44488°E   | IPA-8719      | Edifici a la Riera, 46 (Mataró) · Vegeu més fotos d'aquest monument · Carregueu una nova foto d'aquest monument                                                |
| Can Cardoner                                                   | BCIL 2003       | XIX Final                                    | Mataró La Riera, 95 | 41° 32′ 27″ N, 2° 26′ 39″ E / 41.54089°N,2.44403°E   | IPA-8720      | Can Cardoner (Mataró) · Vegeu més fotos d'aquest monument · Carregueu una nova foto d'aquest monument                                                          |
| Capella Votiva de les Santes                                   | BCIL 2003       | XX                                           | Mataró C. d'en Pujol, 19 | 41° 32′ 21″ N, 2° 26′ 45″ E / 41.539263°N,2.445737°E | IPA-8721      | Capella Votiva de les Santes (Mataró) · Vegeu més fotos d'aquest monument · Carregueu una nova foto d'aquest monument                                          |
| Drac de ferro forjat                                           |                 | Modernisme XX                                | Mataró Camí Ral, 301 | 41° 32′ 17″ N, 2° 26′ 50″ E / 41.53817°N,2.44718°E   | IPA-8722      | Drac de ferro forjat (Mataró) · Vegeu més fotos d'aquest monument · Carregueu una nova foto d'aquest monument                                                  |
| Creu de terme d'en Ramis                                       | BCIL 2003       | Barroc XX                                    | Mataró Camí Ral - la Rambla | 41° 32′ 14″ N, 2° 26′ 39″ E / 41.5371°N,2.44427°E    | IPA-8723      | Creu de terme d'en Ramis (Mataró) · Vegeu més fotos d'aquest monument · Carregueu una nova foto d'aquest monument                                              |
| Habitatge al carrer Argentona, 5                               | BCIL 2003       | Historicisme                                 | Mataró C. Argentona, 5 | 41° 32′ 28″ N, 2° 26′ 37″ E / 41.541004°N,2.443488°E | IPA-33581     | Habitatge al carrer Argentona, 5 (Mataró) · Vegeu més fotos d'aquest monument · Carregueu una nova foto d'aquest monument                                      |
| Habitatge al carrer Argentona, 7                               | BCIL 2003       | Historicisme XX Inici                        | Mataró C. Argentona, 7 | 41° 32′ 28″ N, 2° 26′ 36″ E / 41.540983°N,2.443302°E | IPA-33582     | Habitatge al carrer Argentona, 7 (Mataró) · Vegeu més fotos d'aquest monument · Carregueu una nova foto d'aquest monument                                      |
| Can Torner                                                     | BCIL 2003       | Neoclassicisme XVIII                         | Mataró C. Argentona, 11 | 41° 32′ 27″ N, 2° 26′ 35″ E / 41.540929°N,2.443003°E | IPA-33583     | Can Torner (Mataró) · Vegeu més fotos d'aquest monument · Carregueu una nova foto d'aquest monument                                                            |
| Habitatges al carrer Argentona, 15-21                          | BCIL 2003       | Historicisme XX Inici                        | Mataró C. Argentona, 15-17-19-21                                                                                                 | 41° 32′ 27″ N, 2° 26′ 33″ E / 41.540852°N,2.44242°E  | IPA-33584     | Habitatges al carrer Argentona, 15-21 (Mataró) · Vegeu més fotos d'aquest monument · Carregueu una nova foto d'aquest monument                                 |
| Habitatge al carrer Argentona, 27, casa natal de Miquel Biada  | BCIL 2003       | Obra popular XVIII                           | Mataró C. Argentona, 27 | 41° 32′ 27″ N, 2° 26′ 32″ E / 41.540849°N,2.442338°E | IPA-33587     | Habitatge al carrer Argentona, 27 (Mataró) · Vegeu més fotos d'aquest monument · Carregueu una nova foto d'aquest monument                                     |
| Can Mauri, Can Guanyabens                                      | BCIL 2003       | Historicisme XIX Mitjan                      | Mataró C. Argentona, 39 | 41° 32′ 27″ N, 2° 26′ 31″ E / 41.540773°N,2.441874°E | IPA-33588     | Can Mauri (Mataró) · Vegeu més fotos d'aquest monument · Carregueu una nova foto d'aquest monument                                                             |
| Habitatge al carrer Argentona, 53                              |                 | Historicisme XIX, XX                         | Mataró C. Argentona, 53 | 41° 32′ 27″ N, 2° 26′ 29″ E / 41.540719°N,2.441334°E | IPA-33589     | Habitatge al carrer Argentona, 53 (Mataró) · Vegeu més fotos d'aquest monument · Carregueu una nova foto d'aquest monument                                     |
| Ca l'Arenas                                                    | BCIL 2003       | Historicisme                                 | Mataró C. Argentona, 64 | 41° 32′ 27″ N, 2° 26′ 30″ E / 41.540814°N,2.441569°E | IPA-33590     | Ca l'Arenas (Mataró) · Vegeu més fotos d'aquest monument · Carregueu una nova foto d'aquest monument                                                           |
| Can Buscà, Can Canalda                                         | BCIL 2003       | Noucentisme XX Inici                         | Mataró C. Argentona, 67-69 | 41° 32′ 26″ N, 2° 26′ 27″ E / 41.540645°N,2.440861°E | IPA-33591     | Can Buscà (Mataró) · Vegeu més fotos d'aquest monument · Carregueu una nova foto d'aquest monument                                                             |
| Can Ximenes                                                    | BCIL 2003       | Neoclassicisme XVII, XIX, XX                 | Mataró C. Barcelona, 2 | 41° 32′ 18″ N, 2° 26′ 42″ E / 41.538200°N,2.445105°E | IPA-33592     | Can Ximenes (Mataró) · Vegeu més fotos d'aquest monument · Carregueu una nova foto d'aquest monument                                                           |
| Impremta Minerva                                               | BCIL 2003       | Barroc, noucentisme XVIII, XX                | Mataró C. Barcelona, 13 | 41° 32′ 19″ N, 2° 26′ 44″ E / 41.538562°N,2.445617°E | IPA-33593     | Impremta Minerva (Mataró) · Vegeu més fotos d'aquest monument · Carregueu una nova foto d'aquest monument                                                      |
| Can Pineda                                                     | BCIL 2003       | Obra popular XVIII                           | Mataró C. Barcelona, 16 | 41° 32′ 18″ N, 2° 26′ 43″ E / 41.538313°N,2.445302°E | IPA-33594     | Can Pineda (carrer Barcelona, Mataró) · Vegeu més fotos d'aquest monument · Carregueu una nova foto d'aquest monument                                          |
| Ca l'Artigas                                                   | BCIL 2003       |                                              | Mataró C. Barcelona, 19 | 41° 32′ 19″ N, 2° 26′ 45″ E / 41.538569°N,2.445725°E | IPA-33595     | Ca l'Artigas (Mataró) · Vegeu més fotos d'aquest monument · Carregueu una nova foto d'aquest monument                                                          |
| Can Colomer                                                    | BCIL 2003       | XVIII                                        | Mataró C. Barcelona, 26 | 41° 32′ 19″ N, 2° 26′ 45″ E / 41.538599°N,2.445905°E | IPA-33597     | Can Colomer (Mataró) · Vegeu més fotos d'aquest monument · Carregueu una nova foto d'aquest monument                                                           |
| Edifici al carrer Barcelona, 33, o Botiga Berna                | BCIL 2003       |                                              | Mataró C. Barcelona, 33 | 41° 32′ 19″ N, 2° 26′ 46″ E / 41.538726°N,2.446029°E | IPA-33598     | Edifici al carrer Barcelona, 33 (Mataró) · Vegeu més fotos d'aquest monument · Carregueu una nova foto d'aquest monument                                       |
| Edifici al carrer Barcelona, 34                                | BCIL 2003       |                                              | Mataró C. Barcelona, 34 | 41° 32′ 19″ N, 2° 26′ 47″ E / 41.538723°N,2.446305°E | IPA-33599     | Edifici al carrer Barcelona, 34 (Mataró) · Vegeu més fotos d'aquest monument · Carregueu una nova foto d'aquest monument                                       |
| Edifici al carrer Barcelona, 40, Joieria Cabré                 | BCIL 2003       | Barroc XVIII                                 | Mataró C. Barcelona, 40 | 41° 32′ 20″ N, 2° 26′ 48″ E / 41.538824°N,2.446568°E | IPA-33601     | Edifici al carrer Barcelona, 40 (Mataró) · Vegeu més fotos d'aquest monument · Carregueu una nova foto d'aquest monument                                       |
| Can Castany                                                    | BCIL 2003       | Barroc                                       | Mataró C. Barcelona, 51-53 | 41° 32′ 20″ N, 2° 26′ 48″ E / 41.538991°N,2.446735°E | IPA-33603     | Can Castany (Mataró) · Vegeu més fotos d'aquest monument · Carregueu una nova foto d'aquest monument                                                           |
| Habitatge al carrer Beata Maria, 2                             | BCIL 2003       |                                              | Mataró C. Beata Maria, 2 | 41° 32′ 26″ N, 2° 26′ 47″ E / 41.540553°N,2.446511°E | IPA-33604     | Habitatge al carrer Beata Maria, 2 (Mataró) · Vegeu més fotos d'aquest monument · Carregueu una nova foto d'aquest monument                                    |
| Can Soleret, Museu Arxiu de Santa Maria                        | BCIL 2003       | Gòtic                                        | Mataró C. Beata Maria, 3 | 41° 32′ 26″ N, 2° 26′ 48″ E / 41.540640°N,2.446798°E | IPA-33605     | Can Soleret (Mataró) · Vegeu més fotos d'aquest monument · Carregueu una nova foto d'aquest monument                                                           |
| Fàbrica Fills d'Antoni Fàbregas, actual Escola Angeleta Ferrer | BCIL 2003       | XIX Mitjan                                   | Mataró C. Lepant, 2 | 41° 32′ 09″ N, 2° 26′ 36″ E / 41.535713°N,2.443220°E | IPA-33606     | Fàbrica Fills d'Antoni Fàbregas (Mataró) · Vegeu més fotos d'aquest monument · Carregueu una nova foto d'aquest monument                                       |
| Antic Teatre Borràs i cúpula de Caixa Laietana                 | BCIL 2003       |                                              | Mataró C. Bonaire, 3-5 (transformat)                                                                                             | 41° 32′ 29″ N, 2° 26′ 40″ E / 41.541371°N,2.444370°E | IPA-33607     | Antic Teatre Borràs i cúpula de Caixa Laietana (Mataró), actual Fundació Iluro · Vegeu més fotos d'aquest monument · Carregueu una nova foto d'aquest monument |
| Can Fins                                                       | BCIL 2003       | Obra popular XVII                            | Mataró C. Bonaire, 21 | 41° 32′ 29″ N, 2° 26′ 42″ E / 41.541496°N,2.444957°E | IPA-33609     | Can Fins (Mataró) · Vegeu més fotos d'aquest monument · Carregueu una nova foto d'aquest monument                                                              |
| Can Gallifa                                                    | BCIL 2003       | Obra popular XVII                            | Mataró C. Bonaire, 23 | 41° 32′ 29″ N, 2° 26′ 42″ E / 41.541496°N,2.445023°E | IPA-33610     | Can Gallifa (Mataró) · Vegeu més fotos d'aquest monument · Carregueu una nova foto d'aquest monument                                                           |
| Can Sentromà                                                   | BCIL 2003       | Obra popular XVII                            | Mataró C. Bonaire, 25 | 41° 32′ 30″ N, 2° 26′ 43″ E / 41.541560°N,2.445238°E | IPA-33611     | Can Sentromà (Mataró) · Vegeu més fotos d'aquest monument · Carregueu una nova foto d'aquest monument                                                          |
| Can Solà                                                       | BCIL 2003       | XVIII                                        | Mataró Carreró, 9 | 41° 32′ 24″ N, 2° 26′ 42″ E / 41.540010°N,2.445071°E | IPA-33613     | Can Solà (Mataró) · Vegeu més fotos d'aquest monument · Carregueu una nova foto d'aquest monument                                                              |
| Can Serra, seu del Museu de Mataró                             | BCIL 2003       | Renaixement XVI                              | Mataró Carreró, 17 | 41° 32′ 24″ N, 2° 26′ 43″ E / 41.540113°N,2.445341°E | IPA-33614     | Can Serra (Mataró) · Vegeu més fotos d'aquest monument · Carregueu una nova foto d'aquest monument                                                             |
| Can Puig i Cadafalch                                           | BCIL 2003       | XVIII                                        | Mataró Carreró, 39 | 41° 32′ 25″ N, 2° 26′ 46″ E / 41.540258°N,2.446052°E | IPA-33615     | Can Puig i Cadafalch (Mataró) · Vegeu més fotos d'aquest monument · Carregueu una nova foto d'aquest monument                                                  |
| Xemeneia de la Cooperativa Obrera Mataronina                   | BCIL 2003       | XIX Final                                    | Mataró C. Cooperativa, 25 | 41° 32′ 03″ N, 2° 26′ 33″ E / 41.534201°N,2.442388°E | IPA-33616     | Xemeneia de la Cooperativa Obrera Mataronina (Mataró) · Vegeu més fotos d'aquest monument · Carregueu una nova foto d'aquest monument                          |
| Edifici al carrer Don Magí de Vilallonga, 3, Confiteria Batet  | BCIL 2003       | XVIII, XIX                                   | Mataró C. Don Magí de Vilallonga, 3                                                                                              | 41° 32′ 25″ N, 2° 26′ 50″ E / 41.540371°N,2.447106°E | IPA-33617     | Edifici al carrer Don Magí de Vilallonga, 3 (Mataró) · Vegeu més fotos d'aquest monument · Carregueu una nova foto d'aquest monument                           |
| Can Matas                                                      | BCIL 2003       | XIX                                          | Mataró Baixada de les Escaletes, 1                                                                                               | 41° 32′ 20″ N, 2° 26′ 50″ E / 41.539003°N,2.447250°E | IPA-33619     | Can Matas (Mataró) · Vegeu més fotos d'aquest monument · Carregueu una nova foto d'aquest monument                                                             |
| Repartidor d'aigües                                            | BCIL 2003       | XIX Mitjan                                   | Mataró Muralla dels Genovesos, 19                                                                                                | 41° 32′ 31″ N, 2° 26′ 43″ E / 41.541915°N,2.445175°E | IPA-33633     | Repartidor d'aigües (Mataró) · Vegeu més fotos d'aquest monument · Carregueu una nova foto d'aquest monument                                                   |
| Can Caralt                                                     | BCIL 2003       | XVII                                         | Mataró Pl. Gran, 1 | 41° 32′ 25″ N, 2° 26′ 48″ E / 41.540310°N,2.446585°E | IPA-33635     | Can Caralt (Mataró) · Vegeu més fotos d'aquest monument · Carregueu una nova foto d'aquest monument                                                            |
| Habitatge a la plaça Gran, 9                                   | BCIL 2003       | XVII                                         | Mataró Pl. Gran, 9 | 41° 32′ 24″ N, 2° 26′ 48″ E / 41.540032°N,2.446774°E | IPA-33636     | Habitatge a la plaça Gran, 9 (Mataró) · Vegeu més fotos d'aquest monument · Carregueu una nova foto d'aquest monument                                          |
| Can Vallmajor                                                  | BCIL 2003       | Barroc XVIII-XIX                             | Mataró C. d'en Moles, 18 | 41° 32′ 25″ N, 2° 26′ 35″ E / 41.540238°N,2.443085°E | IPA-33640     | Can Vallmajor (Mataró) · Vegeu més fotos d'aquest monument · Carregueu una nova foto d'aquest monument                                                         |
| Làpida al carrer Montserrat, 60                                | BCIL 2003       | XVIII Final                                  | Mataró original: C. Montserrat, 60 actual: façana del mateix edifici al Camí Ral de la Mercè, corresponent al n. 424             | 41° 32′ 12″ N, 2° 26′ 36″ E / 41.536556°N,2.443369°E | IPA-33641     | Làpida al carrer Montserrat, 60 (Mataró) · Vegeu més fotos d'aquest monument · Carregueu una nova foto d'aquest monument                                       |
| Can Pascual                                                    | BCIL 2003       | XVII                                         | Mataró C. Nou, 1-3 - la Riera | 41° 32′ 27″ N, 2° 26′ 39″ E / 41.540902°N,2.444296°E | IPA-33643     | Can Pascual (Mataró) · Vegeu més fotos d'aquest monument · Carregueu una nova foto d'aquest monument                                                           |
| Can Gelenques                                                  | BCIL 2003       | Obra popular                                 | Mataró C. Nou, 14-16-18 | 41° 32′ 27″ N, 2° 26′ 41″ E / 41.540832°N,2.444627°E | IPA-33644     | Can Gelenques (Mataró) · Vegeu més fotos d'aquest monument · Carregueu una nova foto d'aquest monument                                                         |
| Can Cabré                                                      | BCIL 2003       | XVIII Inici                                  | Mataró C. Nou, 17 | 41° 32′ 28″ N, 2° 26′ 42″ E / 41.540977°N,2.444913°E | IPA-33645     | Can Cabré (Mataró) · Vegeu més fotos d'aquest monument · Carregueu una nova foto d'aquest monument                                                             |
| Cal Bisbe Mas                                                  | BCIL 2003       |                                              | Mataró C. Nou, 27 | 41° 32′ 27″ N, 2° 26′ 43″ E / 41.540957°N,2.445315°E | IPA-33646     | Cal Bisbe Mas (Mataró) · Vegeu més fotos d'aquest monument · Carregueu una nova foto d'aquest monument                                                         |
| Ca l'Agustí                                                    | BCIL 2003       | Historicisme XIX                             | Mataró C. Nou, 44 | 41° 32′ 27″ N, 2° 26′ 44″ E / 41.540818°N,2.445478°E | IPA-33647     | Ca l'Agustí (Mataró) · Vegeu més fotos d'aquest monument · Carregueu una nova foto d'aquest monument                                                           |
| Edifici al carrer Nou, 46-48, la I.S.S.A.                      | BCIL 2003       | Historicisme XIX                             | Mataró C. Nou, 46-48 | 41° 32′ 27″ N, 2° 26′ 44″ E / 41.540774°N,2.445646°E | IPA-33648     | Edifici al carrer Nou, 46-48 (Mataró) · Vegeu més fotos d'aquest monument · Carregueu una nova foto d'aquest monument                                          |
| Can Vilaseca                                                   | BCIL 2003       | Obra popular XVIII                           | Mataró C. d'en Palau, 24 | 41° 32′ 24″ N, 2° 26′ 44″ E / 41.539873°N,2.445660°E | IPA-33649     | Can Vilaseca (Mataró) · Vegeu més fotos d'aquest monument · Carregueu una nova foto d'aquest monument                                                          |
| Can Palauet                                                    | BCIL 2003       |                                              | Mataró C. d'en Palau, 32-34 | 41° 32′ 24″ N, 2° 26′ 46″ E / 41.539947°N,2.446013°E | IPA-33654     | Can Palauet (Mataró) · Vegeu més fotos d'aquest monument · Carregueu una nova foto d'aquest monument                                                           |
| Muralla de la Presó, cases de carrer                           | BCIL 2003       | Historicisme XIX                             | Mataró Muralla de la Presó, 14, 16, 18, 20 i 22                                                                                  | 41° 32′ 29″ N, 2° 26′ 34″ E / 41.541463°N,2.442907°E | IPA-33661     | Muralla de la Presó (Mataró) · Vegeu més fotos d'aquest monument · Carregueu una nova foto d'aquest monument                                                   |
| Edifici al carrer d'en Pujol, 39, casa natal de Damià Campeny  | BCIL 2003       | XIX Final                                    | Mataró C. d'en Pujol, 39 | 41° 32′ 22″ N, 2° 26′ 47″ E / 41.539390°N,2.446329°E | IPA-33666     | Edifici al carrer d'en Pujol, 39 (Mataró) · Vegeu més fotos d'aquest monument · Carregueu una nova foto d'aquest monument                                      |
| Can Fité de la Riera, 32-36                                    | BCIL 2003       | XVIII                                        | Mataró La Riera, 32-36 | 41° 32′ 22″ N, 2° 26′ 42″ E / 41.539335°N,2.444910°E | IPA-33678     | Can Fité de la Riera, 32-36 (Mataró) · Vegeu més fotos d'aquest monument · Carregueu una nova foto d'aquest monument                                           |
| El Casino                                                      | BCIL 2003       | Historicisme XIX Final                       | Mataró La Riera, 38-40 | 41° 32′ 22″ N, 2° 26′ 42″ E / 41.539451°N,2.444914°E | IPA-33681     | El Casino (Mataró) · Vegeu més fotos d'aquest monument · Carregueu una nova foto d'aquest monument                                                             |
| Can Torrelles                                                  | BCIL 2003       | Neoclassicisme                               | Mataró La Riera, 50-52 | 41° 32′ 24″ N, 2° 26′ 41″ E / 41.539995°N,2.444724°E | IPA-33683     | Can Torrelles (Mataró) · Vegeu més fotos d'aquest monument · Carregueu una nova foto d'aquest monument                                                         |
| Can Palau                                                      | BCIL 2003       |                                              | Mataró La Riera, 67 | 41° 32′ 24″ N, 2° 26′ 40″ E / 41.540128°N,2.444351°E | IPA-33684     | Can Palau (Mataró) · Vegeu més fotos d'aquest monument · Carregueu una nova foto d'aquest monument                                                             |
| Can Parull                                                     | BCIL 2003       | Neoclassicisme XIX                           | Mataró La Riera, 88 | 41° 32′ 28″ N, 2° 26′ 39″ E / 41.541118°N,2.444199°E | IPA-33686     | Can Parull (Mataró) · Vegeu més fotos d'aquest monument · Carregueu una nova foto d'aquest monument                                                            |
| Can Cabanyes                                                   | BCIL 2003       | XVIII                                        | Mataró La Riera, 90 | 41° 32′ 28″ N, 2° 26′ 39″ E / 41.541172°N,2.444180°E | IPA-33687     | Can Cabanyes (Mataró) · Vegeu més fotos d'aquest monument · Carregueu una nova foto d'aquest monument                                                          |
| Can Carrau                                                     | BCIL 2003       | Noucentisme                                  | Mataró La Riera, 93 | 41° 32′ 27″ N, 2° 26′ 39″ E / 41.540793°N,2.444040°E | IPA-33689     | Can Carrau (Mataró) · Vegeu més fotos d'aquest monument · Carregueu una nova foto d'aquest monument                                                            |
| Can Guanyabens                                                 | BCIL 2003       |                                              | Mataró C. Sant Antoni, 18 | 41° 32′ 14″ N, 2° 26′ 47″ E / 41.537283°N,2.446461°E | IPA-33698     | Can Guanyabens (Mataró) · Vegeu més fotos d'aquest monument · Carregueu una nova foto d'aquest monument                                                        |
| Habitatge al carrer Sant Cristòfor, 4                          | BCIL 2003       |                                              | Mataró C. Sant Cristòfor, 4 | 41° 32′ 23″ N, 2° 26′ 48″ E / 41.539676°N,2.446711°E | IPA-33699     | Habitatge al carrer Sant Cristòfor, 4 (Mataró) · Vegeu més fotos d'aquest monument · Carregueu una nova foto d'aquest monument                                 |
| Can Martí                                                      | BCIL 2003       | XVIII                                        | Mataró C. Sant Cristòfor, 21 | 41° 32′ 21″ N, 2° 26′ 50″ E / 41.539128°N,2.447171°E | IPA-33701     | Can Martí (Mataró) · Vegeu més fotos d'aquest monument · Carregueu una nova foto d'aquest monument                                                             |
| Can Damià                                                      | BCIL 2003       | Racionalisme XIX Mitjan                      | Mataró C. Sant Cristòfor, 13 - c. d'en Xammar, 2                                                                                 | 41° 32′ 22″ N, 2° 26′ 49″ E / 41.539308°N,2.447061°E | IPA-33702     | Can Damià (Mataró) · Vegeu més fotos d'aquest monument · Carregueu una nova foto d'aquest monument                                                             |
| Can Tunyí Falguera                                             | BCIL 2003       | Barroc XVII                                  | Mataró C. Sant Francesc d'Assis, 1-1bis                                                                                          | 41° 32′ 30″ N, 2° 26′ 47″ E / 41.541682°N,2.446310°E | IPA-33744     | Can Tunyí Falguera (Mataró) · Vegeu més fotos d'aquest monument · Carregueu una nova foto d'aquest monument                                                    |
| Rectoria vella de Santa Maria                                  | BCIL 2003       | Obra popular XVII                            | Mataró C. Sant Francesc d'Assis, 25                                                                                              | 41° 32′ 28″ N, 2° 26′ 47″ E / 41.540993°N,2.446376°E | IPA-33745     | Rectoria vella de Santa Maria (Mataró) · Vegeu més fotos d'aquest monument · Carregueu una nova foto d'aquest monument                                         |
| Botiga Leandro Bonet                                           | BCIL 2003       | Modernisme XIX Final                         | Mataró C. Sant Josep, 4 | 41° 32′ 24″ N, 2° 26′ 39″ E / 41.539915°N,2.444119°E | IPA-33748     | Botiga Leandro Bonet (Mataró) · Vegeu més fotos d'aquest monument · Carregueu una nova foto d'aquest monument                                                  |
| Edifici al carrer Sant Josep, 14                               | BCIL 2003       | Obra popular XVIII Final                     | Mataró C. Sant Josep, 14 | 41° 32′ 23″ N, 2° 26′ 37″ E / 41.539751°N,2.443695°E | IPA-33750     | Edifici al carrer Sant Josep, 14 (Mataró) · Vegeu més fotos d'aquest monument · Carregueu una nova foto d'aquest monument                                      |
| Ca l'Agustí                                                    | BCIL 2003       | Obra popular XVIII                           | Mataró C. Sant Josep, 15 | 41° 32′ 22″ N, 2° 26′ 35″ E / 41.539356°N,2.443109°E | IPA-33751     | Ca l'Agustí (Mataró) · Vegeu més fotos d'aquest monument · Carregueu una nova foto d'aquest monument                                                           |
| Casal al carrer Sant Josep, 66                                 | BCIL 2003       | Barroc XVIII Final                           | Mataró C. Sant Josep, 66 | 41° 32′ 20″ N, 2° 26′ 32″ E / 41.539013°N,2.442135°E | IPA-33752     | Casal al carrer Sant Josep, 66 (Mataró) · Vegeu més fotos d'aquest monument · Carregueu una nova foto d'aquest monument                                        |
| Edifici al carrer Sant Josep, 24-26, Can Viladevall            | BCIL 2003       | Neoclassicisme XIX                           | Mataró C. Sant Josep, 24-26 | 41° 32′ 23″ N, 2° 26′ 36″ E / 41.539641°N,2.443376°E | IPA-33753     | Edifici al carrer Sant Josep, 24-26 (Mataró) · Vegeu més fotos d'aquest monument · Carregueu una nova foto d'aquest monument                                   |
| Capelleta a la muralla de Sant Llorenç, 32                     | BCIL 2003       |                                              | Mataró Muralla de Sant Llorenç, 32                                                                                               | 41° 32′ 19″ N, 2° 26′ 39″ E / 41.538479°N,2.444255°E | IPA-33754     | Capelleta a la muralla de Sant Llorenç, 32 (Mataró) · Vegeu més fotos d'aquest monument · Carregueu una nova foto d'aquest monument                            |
| Casal al carrer Sant Simó, 2                                   | BCIL 2003       | Barroc XVII                                  | Mataró C. Sant Simó, 2 - c. Don Magí de Vilallonga, 1                                                                            | 41° 32′ 26″ N, 2° 26′ 49″ E / 41.540487°N,2.446924°E | IPA-33756     | Casal al carrer Sant Simó, 2 (Mataró) · Vegeu més fotos d'aquest monument · Carregueu una nova foto d'aquest monument                                          |
| Can Ricart                                                     | BCIL 2003       | Barroc XVIII                                 | Mataró C. Santa Maria, 5 | 41° 32′ 26″ N, 2° 26′ 47″ E / 41.540548°N,2.446498°E | IPA-33757     | Can Ricart (Mataró) · Vegeu més fotos d'aquest monument · Carregueu una nova foto d'aquest monument                                                            |
| Ca l'Spa                                                       | BCIL 2003       | Barroc XVII                                  | Mataró Pl. Santa Maria, 4 | 41° 32′ 26″ N, 2° 26′ 46″ E / 41.540636°N,2.446203°E | IPA-33759     | Ca l'Spa (Mataró) · Vegeu més fotos d'aquest monument · Carregueu una nova foto d'aquest monument                                                              |
| Escultura al carrer del Torrent, 25                            | BCIL 2003       | XVIII                                        | Mataró C. Torrent, 25 | 41° 32′ 22″ N, 2° 26′ 29″ E / 41.539541°N,2.441411°E | IPA-33761     | Escultura al carrer del Torrent, 25 (Mataró) · Vegeu més fotos d'aquest monument · Carregueu una nova foto d'aquest monument                                   |
| Antiga Casa Bofarull                                           | BCIL 2003       | Neoclassicisme XIX                           | Mataró C. Argentona, 3 | 41° 32′ 28″ N, 2° 26′ 36″ E / 41.540999°N,2.443408°E | IPA-33764     | Antiga Casa Bofarull (Mataró) · Vegeu més fotos d'aquest monument · Carregueu una nova foto d'aquest monument                                                  |
| Can Viladevall                                                 | BCIL 2003       | Neoclassicisme XIX                           | Mataró C. Sant Josep, 22 | 41° 32′ 23″ N, 2° 26′ 36″ E / 41.539632°N,2.443424°E | IPA-36297     | Can Viladevall (Mataró) · Vegeu més fotos d'aquest monument · Carregueu una nova foto d'aquest monument                                                        |
| Capelleta de Sant Roc                                          | BCIL 2003       |                                              | Mataró C. Argentona, 16 | 41° 32′ 28″ N, 2° 26′ 36″ E / 41.541145°N,2.443357°E | IPA-39700     | Capelleta de Sant Roc (Mataró) · Vegeu més fotos d'aquest monument · Carregueu una nova foto d'aquest monument                                                 |
| Repartidor d'aigües al carrer Argentona                        | BCIL 2003       | Neoclassicisme XIX Mitjan                    | Mataró C. Argentona - Muralla de la Presó                                                                                        | 41° 32′ 28″ N, 2° 26′ 34″ E / 41.541071°N,2.442849°E | IPA-39701     | Repartidor d'aigües (Mataró) · Vegeu més fotos d'aquest monument · Carregueu una nova foto d'aquest monument                                                   |
| Capelleta de Sant Domènec                                      | BCIL 2003       | XX Final                                     | Mataró C. Argentona, 34 | 41° 32′ 28″ N, 2° 26′ 33″ E / 41.541060°N,2.442585°E | IPA-39718     | Capelleta de Sant Domènec (Mataró) · Vegeu més fotos d'aquest monument · Carregueu una nova foto d'aquest monument                                             |
| Habitatge al carrer Argentona, 43                              | BCIL 2003       | Historicisme XIX Final                       | Mataró C. Argentona, 43 | 41° 32′ 27″ N, 2° 26′ 30″ E / 41.540763°N,2.441622°E | IPA-39720     | Habitatge al carrer Argentona, 43 (Mataró) · Vegeu més fotos d'aquest monument · Carregueu una nova foto d'aquest monument                                     |
| Capelleta de la Mare de Déu del Carme                          | BCIL 2003       |                                              | Mataró C. Barcelona, 5 | 41° 32′ 18″ N, 2° 26′ 43″ E / 41.538384°N,2.445221°E | IPA-39721     | Capelleta de la Mare de Déu del Carme al carrer Barcelona, 5 (Mataró) · Vegeu més fotos d'aquest monument · Carregueu una nova foto d'aquest monument          |
| Casa Esquerra, Botiga Montalt                                  | BCIL 2003       | Barroc                                       | Mataró C. Barcelona, 46 | 41° 32′ 20″ N, 2° 26′ 48″ E / 41.538905°N,2.446709°E | IPA-39723     | Casa Esquerra (Mataró) · Vegeu més fotos d'aquest monument · Carregueu una nova foto d'aquest monument                                                         |
| Habitatge al carrer Barcelona, 48                              | BCIL 2003       | Barroc XVII                                  | Mataró C. Barcelona, 48 | 41° 32′ 20″ N, 2° 26′ 48″ E / 41.538919°N,2.446781°E | IPA-39724     | Habitatge al carrer Barcelona, 48 (Mataró) · Vegeu més fotos d'aquest monument · Carregueu una nova foto d'aquest monument                                     |
| Habitatge al carrer Barcelona, 49                              | BCIL 2003       | XVIII                                        | Mataró C. Barcelona, 49 | 41° 32′ 20″ N, 2° 26′ 48″ E / 41.538949°N,2.446613°E | IPA-39725     | Habitatge al carrer Barcelona, 49 (Mataró) · Vegeu més fotos d'aquest monument · Carregueu una nova foto d'aquest monument                                     |
| Capelleta del Beat Salvador                                    | BCIL 2003       |                                              | Mataró Pl. del Beat Salvador, 9                                                                                                  | 41° 32′ 24″ N, 2° 26′ 51″ E / 41.539900°N,2.447624°E | IPA-39726     | Capelleta del Beat Salvador (Mataró) · Vegeu més fotos d'aquest monument · Carregueu una nova foto d'aquest monument                                           |
| Habitatge al carrer Beata Maria, 4                             | BCIL 2003       | Barroc XVIII                                 | Mataró C. Beata Maria, 4 | 41° 32′ 26″ N, 2° 26′ 48″ E / 41.540566°N,2.446599°E | IPA-39727     | Habitatge al carrer Beata Maria, 4 (Mataró) · Vegeu més fotos d'aquest monument · Carregueu una nova foto d'aquest monument                                    |
| Habitatge al carrer Beata Maria, 5                             | BCIL 2003       | Obra popular XVIII                           | Mataró C. Beata Maria, 5 | 41° 32′ 26″ N, 2° 26′ 48″ E / 41.540625°N,2.446743°E | IPA-39728     | Habitatge al carrer Beata Maria, 5 (Mataró) · Vegeu més fotos d'aquest monument · Carregueu una nova foto d'aquest monument                                    |
| Capelleta de la Mare de Déu dels Dolors                        | BCIL 2003       |                                              | Mataró C. Beata Maria, 5 | 41° 32′ 26″ N, 2° 26′ 48″ E / 41.540625°N,2.446743°E | IPA-39729     | Capelleta de la Mare de Déu dels Dolors (Mataró) · Vegeu més fotos d'aquest monument · Carregueu una nova foto d'aquest monument                               |
| Habitatge al carrer Beata Maria, 6                             | BCIL 2003       | Barroc XVIII                                 | Mataró C. Beata Maria, 6 | 41° 32′ 26″ N, 2° 26′ 48″ E / 41.540558°N,2.446665°E | IPA-39730     | Habitatge al carrer Beata Maria, 6 (Mataró) · Vegeu més fotos d'aquest monument · Carregueu una nova foto d'aquest monument                                    |
| Habitatge al Carreró, 3                                        | BCIL 2003       | Obra popular XVIII                           | Mataró Carreró, 3 | 41° 32′ 24″ N, 2° 26′ 41″ E / 41.539981°N,2.444824°E | IPA-39741     | Habitatge al Carreró, 3 (Mataró) · Vegeu més fotos d'aquest monument · Carregueu una nova foto d'aquest monument                                               |
| Capelleta de Sant Jaume                                        | BCIL 2003       | Obra popular                                 | Mataró Carreró, 11 | 41° 32′ 24″ N, 2° 26′ 42″ E / 41.540005°N,2.445082°E | IPA-39742     | Capelleta de Sant Jaume (Mataró) · Vegeu més fotos d'aquest monument · Carregueu una nova foto d'aquest monument                                               |
| Cals Notaris, Can Cruzate                                      | BCIL 2003       | Modernisme XVI, XVII, XX                     | Mataró Carreró, 20 | 41° 32′ 25″ N, 2° 26′ 46″ E / 41.540167°N,2.446015°E | IPA-39743     | Cals Notaris (Mataró) · Vegeu més fotos d'aquest monument · Carregueu una nova foto d'aquest monument                                                          |
| Habitatge al Carreró, 41                                       | BCIL 2003       | XIX                                          | Mataró Carreró, 41 | 41° 32′ 25″ N, 2° 26′ 46″ E / 41.540267°N,2.446116°E | IPA-39744     | Habitatge al Carreró, 41 (Mataró) · Vegeu més fotos d'aquest monument · Carregueu una nova foto d'aquest monument                                              |
| Fàbrica Cabot i Barba                                          | BCIL 2003       | XIX Final                                    | Mataró C. Churruca, 90 | 41° 32′ 02″ N, 2° 26′ 41″ E / 41.533811°N,2.444703°E | IPA-39751     | Fàbrica Cabot i Barba (Mataró) · Vegeu més fotos d'aquest monument · Carregueu una nova foto d'aquest monument                                                 |
| Escola El Pilar                                                | BCIL 2003       | Racionalisme XX Mitjan                       | Mataró Pl. de Cuba, 9 | 41° 32′ 16″ N, 2° 26′ 27″ E / 41.537755°N,2.440725°E | IPA-39754     | Escola El Pilar (Mataró) · Vegeu més fotos d'aquest monument · Carregueu una nova foto d'aquest monument                                                       |
| Habitatge a la plaça Gran, 4                                   | BCIL 2003       | XVIII                                        | Mataró Pl. Gran, 4 | 41° 32′ 24″ N, 2° 26′ 49″ E / 41.540105°N,2.447077°E | IPA-39767     | Habitatge a la plaça Gran, 4 (Mataró) · Vegeu més fotos d'aquest monument · Carregueu una nova foto d'aquest monument                                          |
| Habitatge a la plaça Gran, 5                                   | BCIL 2003       | XVIII                                        | Mataró Pl. Gran, 5 | 41° 32′ 24″ N, 2° 26′ 49″ E / 41.540086°N,2.446963°E | IPA-39768     | Habitatge a la plaça Gran, 5 (Mataró) · Vegeu més fotos d'aquest monument · Carregueu una nova foto d'aquest monument                                          |
| Habitatge a la plaça Gran, 7                                   | BCIL 2003       | XIX                                          | Mataró Pl. Gran, 7 | 41° 32′ 24″ N, 2° 26′ 49″ E / 41.540072°N,2.446885°E | IPA-39769     | Habitatge a la plaça Gran, 7 (Mataró) · Vegeu més fotos d'aquest monument · Carregueu una nova foto d'aquest monument                                          |
| Habitatge a la plaça Gran, 8                                   | BCIL 2003       | Obra popular XVIII                           | Mataró Pl. Gran, 8 | 41° 32′ 24″ N, 2° 26′ 49″ E / 41.540045°N,2.446832°E | IPA-39772     | Habitatge a la plaça Gran, 8 (Mataró) · Vegeu més fotos d'aquest monument · Carregueu una nova foto d'aquest monument                                          |
| Xemeneia de Ca l'Arenas                                        | BCIL 2003       | XIX Mitjan                                   | Mataró C. Lepant, 2 | 41° 32′ 09″ N, 2° 26′ 37″ E / 41.535780°N,2.443637°E | IPA-39794     | Xemeneia de Ca l'Arenas (Mataró) · Vegeu més fotos d'aquest monument · Carregueu una nova foto d'aquest monument                                               |
| Antiga Clínica l'Aliança                                       |                 | XX Inici                                     | Mataró C. Lepant, 13 | 41° 32′ 10″ N, 2° 26′ 40″ E / 41.536027°N,2.444351°E | IPA-39795     | Antiga Clínica l'Aliança (Mataró) · Vegeu més fotos d'aquest monument · Carregueu una nova foto d'aquest monument                                              |
| Habitatge al carrer d'en Moles, 3                              | BCIL 2003       | Obra popular XVII                            | Mataró C. d'en Moles, 3 | 41° 32′ 27″ N, 2° 26′ 36″ E / 41.540737°N,2.443268°E | IPA-39807     | Habitatge al carrer d'en Moles, 3 (Mataró) · Vegeu més fotos d'aquest monument · Carregueu una nova foto d'aquest monument                                     |
| Habitatge al carrer d'en Moles, 4                              | BCIL 2003       | Obra popular XVI                             | Mataró C. d'en Moles, 4 | 41° 32′ 27″ N, 2° 26′ 35″ E / 41.540732°N,2.443124°E | IPA-39809     | Habitatge al carrer d'en Moles, 4 (Mataró) · Vegeu més fotos d'aquest monument · Carregueu una nova foto d'aquest monument                                     |
| Capelleta de Sant Antoni de Pàdua                              | BCIL 2003       | Obra popular                                 | Mataró C. d'en Moles, 18 | 41° 32′ 25″ N, 2° 26′ 35″ E / 41.540322°N,2.443056°E | IPA-39810     | Capelleta de Sant Antoni de Pàdua (Mataró) · Vegeu més fotos d'aquest monument · Carregueu una nova foto d'aquest monument                                     |
| Capelleta de Sant Josep de Calassanç                           | BCIL 2003       | Obra popular                                 | Mataró C. Nou, 25 | 41° 32′ 27″ N, 2° 26′ 43″ E / 41.540967°N,2.445196°E | IPA-39811     | Capelleta de Sant Josep de Calassanç (Mataró) · Vegeu més fotos d'aquest monument · Carregueu una nova foto d'aquest monument                                  |
| Rètol l'Escocesa                                               | BCIL 2003       |                                              | Mataró C. Nou, 35 | 41° 32′ 27″ N, 2° 26′ 45″ E / 41.540866°N,2.445707°E | IPA-39812     | Rètol l'Escocesa (Mataró) · Vegeu més fotos d'aquest monument · Carregueu una nova foto d'aquest monument                                                      |
| Ca l'Spa                                                       | BCIL 2003       | XVIII, XX                                    | Mataró C. Nou, 37 | 41° 32′ 27″ N, 2° 26′ 45″ E / 41.540876°N,2.445880°E | IPA-39813     | Ca l'Spa (Mataró) · Vegeu més fotos d'aquest monument · Carregueu una nova foto d'aquest monument                                                              |
| Habitatge al carrer Palau, 26                                  | BCIL 2003       | Obra popular XVIII                           | Mataró C. Palau, 26 | 41° 32′ 24″ N, 2° 26′ 45″ E / 41.539898°N,2.445769°E | IPA-39814     | Habitatge al carrer Palau, 26 (Mataró) · Vegeu més fotos d'aquest monument · Carregueu una nova foto d'aquest monument                                         |
| Habitatge al carrer Palau, 36-38                               | BCIL 2003       | Historicisme XIX                             | Mataró C. Palau, 36-38 | 41° 32′ 24″ N, 2° 26′ 46″ E / 41.539999°N,2.446212°E | IPA-39816     | Habitatge al carrer Palau, 36-38 (Mataró) · Vegeu més fotos d'aquest monument · Carregueu una nova foto d'aquest monument                                      |
| Capelleta de Sant Gaietà                                       | BCIL 2003       |                                              | Mataró C. Pujol, 43-45 | 41° 32′ 22″ N, 2° 26′ 47″ E / 41.539442°N,2.446456°E | IPA-39827     | Capelleta de Sant Gaietà (Mataró) · Vegeu més fotos d'aquest monument · Carregueu una nova foto d'aquest monument                                              |
| Capelleta de Sant Desideri                                     | BCIL 2003       |                                              | Mataró C. Pujol, 48 (reformada)                                                                                                  | 41° 32′ 22″ N, 2° 26′ 48″ E / 41.539543°N,2.446695°E | IPA-39828     | Capelleta de Sant Desideri (Mataró) · Vegeu més fotos d'aquest monument · Carregueu una nova foto d'aquest monument                                            |
| Capella de la Mare de Déu del Bon Viatge                       | BCIL 2003       |                                              | Mataró Camí Ral, 253 (buida) | 41° 32′ 20″ N, 2° 26′ 55″ E / 41.538813°N,2.448679°E | IPA-39829     | Capella de la Mare de Déu del Bon Viatge (Mataró) · Vegeu més fotos d'aquest monument · Carregueu una nova foto d'aquest monument                              |
| Habitatge al Camí Ral, 263-265                                 | BCIL 2003       | Historicisme XIX                             | Mataró Camí Ral, 263-265 | 41° 32′ 19″ N, 2° 26′ 54″ E / 41.538685°N,2.448345°E | IPA-39830     | Habitatge al Camí Ral, 263-265 (Mataró) · Vegeu més fotos d'aquest monument · Carregueu una nova foto d'aquest monument                                        |
| Habitatge al Camí Ral, 385                                     | BCIL 2003       | Modernisme XX Mitjan                         | Mataró Camí Ral, 385 | 41° 32′ 14″ N, 2° 26′ 40″ E / 41.537086°N,2.444491°E | IPA-39831     | Habitatge al Camí Ral, 385 (Mataró) · Vegeu més fotos d'aquest monument · Carregueu una nova foto d'aquest monument                                            |
| Can Casas                                                      | BCIL 2003       | Historicisme XX Mitjan                       | Mataró Camí Ral, 387-393 | 41° 32′ 13″ N, 2° 26′ 40″ E / 41.537063°N,2.444377°E | IPA-39832     | Can Casas (Mataró) · Vegeu més fotos d'aquest monument · Carregueu una nova foto d'aquest monument                                                             |
| Habitatge al Camí Ral, 395                                     | BCIL 2003       | Eclecticisme XX Mitjan                       | Mataró Camí Ral, 395 | 41° 32′ 13″ N, 2° 26′ 39″ E / 41.536991°N,2.444210°E | IPA-39833     | Habitatge al Camí Ral, 395 (Mataró) · Vegeu més fotos d'aquest monument · Carregueu una nova foto d'aquest monument                                            |
| Can Martí Pasqual                                              | BCIL 2003       | Historicisme XX Mitjan                       | Mataró Camí Ral, 407 | 41° 32′ 13″ N, 2° 26′ 39″ E / 41.536873°N,2.444073°E | IPA-39834     | Can Martí Pasqual (Mataró) · Vegeu més fotos d'aquest monument · Carregueu una nova foto d'aquest monument                                                     |
| Can Cusachs                                                    | BCIL 2003       | Historicisme XX Mitjan                       | Mataró Camí Ral, 409 | 41° 32′ 13″ N, 2° 26′ 38″ E / 41.536809°N,2.444014°E | IPA-39835     | Can Cusachs (Mataró) · Vegeu més fotos d'aquest monument · Carregueu una nova foto d'aquest monument                                                           |
| Habitatge al Camí Ral, 411                                     | BCIL 2003       | XX Mitjan                                    | Mataró Camí Ral, 411 | 41° 32′ 12″ N, 2° 26′ 38″ E / 41.536760°N,2.443936°E | IPA-39836     | Habitatge al Camí Ral, 411 (Mataró) · Vegeu més fotos d'aquest monument · Carregueu una nova foto d'aquest monument                                            |
| Habitatge al Camí Ral, 413                                     | BCIL 2003       | Eclecticisme XX Mitjan                       | Mataró Camí Ral, 413 | 41° 32′ 12″ N, 2° 26′ 38″ E / 41.536656°N,2.443847°E | IPA-39837     | Habitatge al Camí Ral, 413 (Mataró) · Vegeu més fotos d'aquest monument · Carregueu una nova foto d'aquest monument                                            |
| Habitatge al Camí Ral, 415                                     | BCIL 2003       | Noucentisme XX Mitjan                        | Mataró Camí Ral, 415 | 41° 32′ 12″ N, 2° 26′ 38″ E / 41.536634°N,2.443780°E | IPA-39838     | Habitatge al Camí Ral, 415 (Mataró) · Vegeu més fotos d'aquest monument · Carregueu una nova foto d'aquest monument                                            |
| Habitatge al Camí Ral, 417                                     | BCIL 2003       | Eclecticisme XX Mitjan                       | Mataró Camí Ral, 417 | 41° 32′ 12″ N, 2° 26′ 38″ E / 41.536624°N,2.443818°E | IPA-39839     | Habitatge al Camí Ral, 417 (Mataró) · Vegeu més fotos d'aquest monument · Carregueu una nova foto d'aquest monument                                            |
| Can Fradera                                                    | BCIL 2003       | Historicisme XX Mitjan                       | Mataró Camí Ral, 419 | 41° 32′ 11″ N, 2° 26′ 37″ E / 41.536488°N,2.443717°E | IPA-39840     | Can Fradera (Mataró) · Vegeu més fotos d'aquest monument · Carregueu una nova foto d'aquest monument                                                           |
| Can Cuyàs                                                      | BCIL 2003       | XVIII                                        | Mataró La Rambla, 38 | 41° 32′ 13″ N, 2° 26′ 37″ E / 41.536857°N,2.443666°E | IPA-39841     | Can Cuyàs (Mataró) · Vegeu més fotos d'aquest monument · Carregueu una nova foto d'aquest monument                                                             |
| Capelleta del Sant Àngel Custodi                               | BCIL 2003       |                                              | Mataró La Riera, 32-34-36 | 41° 32′ 21″ N, 2° 26′ 42″ E / 41.539223°N,2.444940°E | IPA-39842     | Capelleta del Sant Àngel Custodi (Mataró) · Vegeu més fotos d'aquest monument · Carregueu una nova foto d'aquest monument                                      |
| Can Miracle                                                    | BCIL 2003       | Historicisme XIX                             | Mataró La Riera, 35 | 41° 32′ 22″ N, 2° 26′ 41″ E / 41.539429°N,2.444669°E | IPA-39843     | Can Miracle (Mataró) · Vegeu més fotos d'aquest monument · Carregueu una nova foto d'aquest monument                                                           |
| Can Rifà                                                       | BCIL 2003       | XIX Mitjan                                   | Mataró La Riera, 37-39 | 41° 32′ 22″ N, 2° 26′ 41″ E / 41.539479°N,2.444668°E | IPA-39844     | Can Rifà (Mataró) · Vegeu més fotos d'aquest monument · Carregueu una nova foto d'aquest monument                                                              |
| Casa Oliveres                                                  | BCIL 2003       | Neoclassicisme XIX Mitjan                    | Mataró La Riera, 83 | 41° 32′ 26″ N, 2° 26′ 39″ E / 41.540589°N,2.444113°E | IPA-39845     | Casa Oliveres (Mataró) · Vegeu més fotos d'aquest monument · Carregueu una nova foto d'aquest monument                                                         |
| Habitatge a la Riera, 85                                       | BCIL 2003       | Historicisme XIX                             | Mataró La Riera, 85 | 41° 32′ 26″ N, 2° 26′ 39″ E / 41.540647°N,2.444107°E | IPA-39846     | Habitatge a la Riera, 85 (Mataró) · Vegeu més fotos d'aquest monument · Carregueu una nova foto d'aquest monument                                              |
| Can Sanfeliu                                                   | BCIL 2003       | Neoclassicisme XX Mitjan                     | Mataró La Riera, 87-89-91 | 41° 32′ 27″ N, 2° 26′ 39″ E / 41.540764°N,2.444058°E | IPA-39847     | Can Sanfeliu (Mataró) · Vegeu més fotos d'aquest monument · Carregueu una nova foto d'aquest monument                                                          |
| Casal a la Riera, 98                                           | BCIL 2003       | Neoclassicisme XX Inici                      | Mataró La Riera, 98 | 41° 32′ 29″ N, 2° 26′ 39″ E / 41.541458°N,2.444070°E | IPA-39848     | Casal a la Riera, 98 (Mataró) · Vegeu més fotos d'aquest monument · Carregueu una nova foto d'aquest monument                                                  |
| Capelleta de Sant Agustí                                       | BCIL 2003       | Ferro-ibèric                                 | Mataró C. Sant Agustí, 10 | 41° 32′ 12″ N, 2° 26′ 41″ E / 41.536791°N,2.444799°E | IPA-39853     | Capelleta de Sant Agustí (Mataró) · Vegeu més fotos d'aquest monument · Carregueu una nova foto d'aquest monument                                              |
| Habitatge al carrer Sant Agustí, 16                            | BCIL 2003       | Historicisme XIX                             | Mataró C. Sant Agustí, 16 | 41° 32′ 12″ N, 2° 26′ 41″ E / 41.536705°N,2.444860°E | IPA-39854     | Habitatge al carrer Sant Agustí, 16 (Mataró) · Vegeu més fotos d'aquest monument · Carregueu una nova foto d'aquest monument                                   |
| Can Viladevall                                                 | BCIL 2003       | Noucentisme XX Inici                         | Mataró C. Sant Agustí, 23-25 | 41° 32′ 11″ N, 2° 26′ 43″ E / 41.536460°N,2.445323°E | IPA-39855     | Can Viladevall (Mataró) · Vegeu més fotos d'aquest monument · Carregueu una nova foto d'aquest monument                                                        |
| Habitatge al carrer Sant Agustí, 24                            | BCIL 2003       | Modernisme XX Inici                          | Mataró C. Sant Agustí, 24 | 41° 32′ 12″ N, 2° 26′ 42″ E / 41.536535°N,2.445011°E | IPA-39856     | Habitatge al carrer Sant Agustí, 24 (Mataró) · Vegeu més fotos d'aquest monument · Carregueu una nova foto d'aquest monument                                   |
| Habitatge al carrer Sant Agustí, 26                            | BCIL 2003       | Modernisme XX Inici                          | Mataró C. Sant Agustí, 26 | 41° 32′ 11″ N, 2° 26′ 42″ E / 41.536468°N,2.445078°E | IPA-39857     | Habitatge al carrer Sant Agustí, 26 (Mataró) · Vegeu més fotos d'aquest monument · Carregueu una nova foto d'aquest monument                                   |
| Antiga Fàbrica Gordils i Dalmau                                | BCIL 2003       | XIX Mitjan                                   | Mataró C. Sant Agustí, 66 | 41° 32′ 06″ N, 2° 26′ 47″ E / 41.534943°N,2.446391°E | IPA-39858     | Antiga Fàbrica Gordils i Dalmau (Mataró) · Vegeu més fotos d'aquest monument · Carregueu una nova foto d'aquest monument                                       |
| Xemeneia Gordils i Dalmau                                      | BCIL 2003       |                                              | Mataró C. Sant Agustí, 66 | 41° 32′ 05″ N, 2° 26′ 47″ E / 41.534596°N,2.446466°E | IPA-39859     | Xemeneia Gordils i Dalmau (Mataró) · Vegeu més fotos d'aquest monument · Carregueu una nova foto d'aquest monument                                             |
| Habitatge al carrer Sant Antoni, 1                             | BCIL 2003       | Historicisme XIX Final                       | Mataró C. Sant Antoni, 1 | 41° 32′ 16″ N, 2° 26′ 46″ E / 41.537711°N,2.446047°E | IPA-39860     | Habitatge al carrer Sant Antoni, 1 (Mataró) · Vegeu més fotos d'aquest monument · Carregueu una nova foto d'aquest monument                                    |
| Habitatge al carrer Sant Antoni, 12                            | BCIL 2003       | Historicisme XIX                             | Mataró C. Sant Antoni, 12 | 41° 32′ 15″ N, 2° 26′ 46″ E / 41.537450°N,2.446154°E | IPA-39861     | Habitatge al carrer Sant Antoni, 12 (Mataró) · Vegeu més fotos d'aquest monument · Carregueu una nova foto d'aquest monument                                   |
| Habitatge al carrer Sant Antoni, 14                            | BCIL 2003       | Historicisme                                 | Mataró C. Sant Antoni, 14 | 41° 32′ 15″ N, 2° 26′ 46″ E / 41.537433°N,2.446226°E | IPA-39862     | Habitatge al carrer Sant Antoni, 14 (Mataró) · Vegeu més fotos d'aquest monument · Carregueu una nova foto d'aquest monument                                   |
| Habitatge al carrer Sant Antoni, 14 bis                        | BCIL 2003       |                                              | Mataró C. Sant Antoni, 14 bis | 41° 32′ 15″ N, 2° 26′ 47″ E / 41.537374°N,2.446311°E | IPA-39863     | Habitatge al carrer Sant Antoni, 14 bis (Mataró) · Vegeu més fotos d'aquest monument · Carregueu una nova foto d'aquest monument                               |
| Habitatge al carrer Sant Antoni, 16                            | BCIL 2003       | Historicisme XIX                             | Mataró C. Sant Antoni, 16 | 41° 32′ 14″ N, 2° 26′ 47″ E / 41.537348°N,2.446359°E | IPA-39864     | Habitatge al carrer Sant Antoni, 16 (Mataró) · Vegeu més fotos d'aquest monument · Carregueu una nova foto d'aquest monument                                   |
| Habitatge al carrer Sant Antoni, 20                            | BCIL 2003       | Historicisme XIX                             | Mataró C. Sant Antoni, 20 | 41° 32′ 14″ N, 2° 26′ 47″ E / 41.537254°N,2.446486°E | IPA-39865     | Habitatge al carrer Sant Antoni, 20 (Mataró) · Vegeu més fotos d'aquest monument · Carregueu una nova foto d'aquest monument                                   |
| Habitatge al carrer Sant Antoni, 31                            | BCIL 2003       | Historicisme XIX                             | Mataró C. Sant Antoni, 31 | 41° 32′ 14″ N, 2° 26′ 49″ E / 41.537197°N,2.446930°E | IPA-39866     | Habitatge al carrer Sant Antoni, 31 (Mataró) · Vegeu més fotos d'aquest monument · Carregueu una nova foto d'aquest monument                                   |
| Capelleta de Sant Antoni                                       | BCIL 2003       |                                              | Mataró C. Sant Antoni, 37 | 41° 32′ 13″ N, 2° 26′ 50″ E / 41.537072°N,2.447158°E | IPA-39867     | Capelleta de Sant Antoni (Mataró) · Vegeu més fotos d'aquest monument · Carregueu una nova foto d'aquest monument                                              |
| Habitatge al carrer Sant Antoni, 40                            | BCIL 2003       | Obra popular XIX                             | Mataró C. Sant Antoni, 40 | 41° 32′ 13″ N, 2° 26′ 50″ E / 41.536937°N,2.447088°E | IPA-39868     | Habitatge al carrer Sant Antoni, 40 (Mataró) · Vegeu més fotos d'aquest monument · Carregueu una nova foto d'aquest monument                                   |
| Capelleta de Sant Telm                                         | BCIL 2003       |                                              | Mataró C. Sant Antoni, 69 | 41° 32′ 12″ N, 2° 26′ 53″ E / 41.536559°N,2.448086°E | IPA-39870     | Capelleta de Sant Telm (Mataró) · Vegeu més fotos d'aquest monument · Carregueu una nova foto d'aquest monument                                                |
| Edifici de la Creu Blanca                                      | BCIL 2003       | XX Mitjan                                    | Mataró C. Sant Cristòfor, 1-3 | 41° 32′ 23″ N, 2° 26′ 49″ E / 41.539688°N,2.446956°E | IPA-39872     | Edifici de la Creu Blanca (Mataró) · Vegeu més fotos d'aquest monument · Carregueu una nova foto d'aquest monument                                             |
| Habitatge al carrer Sant Cristòfor, 2                          | BCIL 2003       | XIX                                          | Mataró C. Sant Cristòfor, 2 | 41° 32′ 23″ N, 2° 26′ 48″ E / 41.539709°N,2.446716°E | IPA-39873     | Habitatge al carrer Sant Cristòfor, 2 (Mataró) · Vegeu més fotos d'aquest monument · Carregueu una nova foto d'aquest monument                                 |
| Capelleta al carrer Sant Cristòfor, 5                          | BCIL 2003       |                                              | Mataró C. Sant Cristòfor, 5 | 41° 32′ 23″ N, 2° 26′ 48″ E / 41.539687°N,2.446729°E | IPA-39874     | Capelleta al carrer Sant Cristòfor, 5 (Mataró) · Vegeu més fotos d'aquest monument · Carregueu una nova foto d'aquest monument                                 |
| Habitatge al carrer Sant Cristòfor, 6                          | BCIL 2003       | XIX Mitjan                                   | Mataró C. Sant Cristòfor, 6 | 41° 32′ 23″ N, 2° 26′ 48″ E / 41.539637°N,2.446759°E | IPA-39875     | Habitatge al carrer Sant Cristòfor, 6 (Mataró) · Vegeu més fotos d'aquest monument · Carregueu una nova foto d'aquest monument                                 |
| Habitatge al carrer Sant Cristòfor, 8                          | BCIL 2003       | XIX Mitjan                                   | Mataró C. Sant Cristòfor, 8 | 41° 32′ 23″ N, 2° 26′ 48″ E / 41.539593°N,2.446783°E | IPA-39876     | Habitatge al carrer Sant Cristòfor, 8 (Mataró) · Vegeu més fotos d'aquest monument · Carregueu una nova foto d'aquest monument                                 |
| Can Perecoll                                                   | BCIL 2003       | XVIII                                        | Mataró C. Sant Cristòfor, 23 | 41° 32′ 21″ N, 2° 26′ 50″ E / 41.539072°N,2.447213°E | IPA-39877     | Can Perecoll (Mataró) · Vegeu més fotos d'aquest monument · Carregueu una nova foto d'aquest monument                                                          |
| Capelleta de Sant Francesc                                     | BCIL 2003       |                                              | Mataró C. Sant Francesc d'Assis, 1-1 bis                                                                                         | 41° 32′ 21″ N, 2° 26′ 50″ E / 41.539072°N,2.447213°E | IPA-39878     | Capelleta de Sant Francesc (Mataró) · Vegeu més fotos d'aquest monument · Carregueu una nova foto d'aquest monument                                            |
| Can Masachs                                                    | BCIL 2003       | Obra popular XVII                            | Mataró C. Sant Francesc d'Assís, 3                                                                                               | 41° 32′ 30″ N, 2° 26′ 46″ E / 41.541643°N,2.446154°E | IPA-39879     | Can Masachs (Mataró) · Vegeu més fotos d'aquest monument · Carregueu una nova foto d'aquest monument                                                           |
| Habitatge al carrer Sant Francesc d'Assís, 5                   | BCIL 2003       | Obra popular XVII                            | Mataró C. Sant Francesc d'Assis, 5                                                                                               | 41° 32′ 30″ N, 2° 26′ 46″ E / 41.541589°N,2.446149°E | IPA-39880     | Habitatge al carrer Sant Francesc d'Assís, 5 (Mataró) · Vegeu més fotos d'aquest monument · Carregueu una nova foto d'aquest monument                          |
| Habitatge al carrer Sant Francesc d'Assís, 18 bis              | BCIL 2003       | Obra popular XIX                             | Mataró C. Sant Francesc d'Assis, 18 bis                                                                                          | 41° 32′ 29″ N, 2° 26′ 46″ E / 41.541269°N,2.446176°E | IPA-39881     | Habitatge al carrer Sant Francesc d'Assís, 18 bis (Mataró) · Vegeu més fotos d'aquest monument · Carregueu una nova foto d'aquest monument                     |
| Habitatge al carrer Sant Francesc d'Assís, 24                  | BCIL 2003       | Historicisme XIX                             | Mataró C. Sant Francesc d'Assis, 24                                                                                              | 41° 32′ 28″ N, 2° 26′ 46″ E / 41.541094°N,2.446123°E | IPA-39882     | Habitatge al carrer Sant Francesc d'Assís, 24 (Mataró) · Vegeu més fotos d'aquest monument · Carregueu una nova foto d'aquest monument                         |
| Habitatge al carrer Sant Francesc d'Assís, 26                  | BCIL 2003       | Historicisme XIX                             | Mataró C. Sant Francesc d'Assís, 26                                                                                              | 41° 32′ 28″ N, 2° 26′ 46″ E / 41.541026°N,2.446154°E | IPA-39883     | Habitatge al carrer Sant Francesc d'Assís, 26 (Mataró) · Vegeu més fotos d'aquest monument · Carregueu una nova foto d'aquest monument                         |
| Capelleta de Sant Joan Baptista                                | BCIL 2003       |                                              | Mataró C. Sant Joan, 29 | 41° 32′ 16″ N, 2° 26′ 54″ E / 41.537704°N,2.448394°E | IPA-39884     | Capelleta de Sant Joan Baptista (Mataró) · Vegeu més fotos d'aquest monument · Carregueu una nova foto d'aquest monument                                       |
| Casal al carrer Sant Josep, 6                                  | BCIL 2003       | Historicisme XX Inici                        | Mataró C. Sant Josep, 6 | 41° 32′ 23″ N, 2° 26′ 38″ E / 41.539831°N,2.443874°E | IPA-39886     | Casal al carrer Sant Josep, 6 (Mataró) · Vegeu més fotos d'aquest monument · Carregueu una nova foto d'aquest monument                                         |
| Capelleta de la Mare de Déu del Carme                          | BCIL 2003       |                                              | Mataró C. Sant Josep, 52 | 41° 32′ 21″ N, 2° 26′ 33″ E / 41.539162°N,2.442459°E | IPA-39887     | Capelleta de la Mare de Déu del Carme al carrer Sant Josep, 52 (Mataró) · Vegeu més fotos d'aquest monument · Carregueu una nova foto d'aquest monument        |
| Capelleta de Sant Pere                                         | BCIL 2003       |                                              | Mataró C. Sant Pere, 41 | 41° 32′ 17″ N, 2° 27′ 00″ E / 41.538058°N,2.449883°E | IPA-39888     | Capelleta de Sant Pere (Mataró) · Vegeu més fotos d'aquest monument · Carregueu una nova foto d'aquest monument                                                |
| Capelleta de Sant Simó                                         | BCIL 2003       |                                              | Mataró C. Sant Simó, 1 | 41° 32′ 26″ N, 2° 26′ 49″ E / 41.540553°N,2.446991°E | IPA-39889     | Capelleta de Sant Simó (Mataró) · Vegeu més fotos d'aquest monument · Carregueu una nova foto d'aquest monument                                                |
| Can Sisternes, Can Feliu de la Penya                           | BCIL 2003       | Barroc XVII, XVIII, XIX                      | Mataró C. Sant Simó, 17 | 41° 32′ 26″ N, 2° 26′ 52″ E / 41.540692°N,2.447811°E | IPA-39890     | Can Sisternes (Mataró) · Vegeu més fotos d'aquest monument · Carregueu una nova foto d'aquest monument                                                         |
| Cases al passatge Santa Magdalena                              | BCIL 2003       | XIX Final                                    | Mataró Passatge Santa Magdalena, 1-28 i 30-32                                                                                    | 41° 32′ 03″ N, 2° 26′ 42″ E / 41.534218°N,2.444998°E | IPA-39891     | Cases al passatge Santa Magdalena (Mataró) · Vegeu més fotos d'aquest monument · Carregueu una nova foto d'aquest monument                                     |
| Botiga Ca l'Antic                                              |                 | XIX Final                                    | Mataró C. Santa Maria, 20 | 41° 32′ 25″ N, 2° 26′ 47″ E / 41.540244°N,2.446508°E | IPA-39892     | Botiga Ca l'Antic (Mataró) · Vegeu més fotos d'aquest monument · Carregueu una nova foto d'aquest monument                                                     |
| Ca n'Irene Rovira                                              | BCIL 2003       | Obra popular XIX                             | Mataró Pl. de Santa Maria, 7 - c. Sant Francesc d'Assís, 28                                                                      | 41° 32′ 27″ N, 2° 26′ 46″ E / 41.540972°N,2.446130°E | IPA-39893     | Ca n'Irene Rovira (Mataró) · Vegeu més fotos d'aquest monument · Carregueu una nova foto d'aquest monument                                                     |
| Capelleta de Sant Rafael                                       | BCIL 2003       |                                              | Mataró C. del Torrent, 42 | 41° 32′ 22″ N, 2° 26′ 28″ E / 41.539552°N,2.441173°E | IPA-39896     | Capelleta de Sant Rafael (Mataró) · Vegeu més fotos d'aquest monument · Carregueu una nova foto d'aquest monument                                              |
| Escola Santa Anna - el Torrent                                 | BCIL 2003       | Racionalisme XX                              | Mataró El Torrent, 62 | 41° 32′ 21″ N, 2° 26′ 30″ E / 41.539053°N,2.441752°E | IPA-39897     | Escola Santa Anna (Mataró) · Vegeu més fotos d'aquest monument · Carregueu una nova foto d'aquest monument                                                     |
| Ca l'Ymbern                                                    | BCIL 2003       | XIX                                          | Mataró C. Torrijos, 36-38 | 41° 32′ 14″ N, 2° 26′ 18″ E / 41.53720°N,2.43845°E   | IPA-39898     | Ca l'Ymbern (Mataró) · Carregueu una nova foto d'aquest monument                                                                                               |
| Rajola dels Baixos de Balcó                                    | BCIL 2003       | Obra popular                                 | Mataró Pl. Gran, 1 | 41° 32′ 25″ N, 2° 26′ 48″ E / 41.540263°N,2.446595°E | IPA-39930     | Rajola dels Baixos de Balcó (Mataró) · Vegeu més fotos d'aquest monument · Carregueu una nova foto d'aquest monument                                           |
| Llindes amb data                                               | BCIL 2003       | Obra popular                                 | Mataró C. Bonaire, 19 |                                                      | IPA-39931     | Llindes Amb Data (Mataró) · Vegeu més fotos d'aquest monument · Carregueu una nova foto d'aquest monument                                                      |
| Portes de carrer                                               | BCIL 2003       | XVIII                                        | Mataró C. Barcelona, 51-53 i altres                                                                                              |                                                      | IPA-39932     | Portes de carrer (Mataró) · Vegeu més fotos d'aquest monument · Carregueu una nova foto d'aquest monument                                                      |
| Xafarderes                                                     | BCIL 2003       |                                              | Mataró C. Barcelona, 13 i altres                                                                                                 | 41° 32′ 19″ N, 2° 26′ 44″ E / 41.538512°N,2.445535°E | IPA-39933     | Xafarderes (Mataró) · Vegeu més fotos d'aquest monument · Carregueu una nova foto d'aquest monument                                                            |
| Repartidor d'aigües del carrer Bisbe Mas                       | BCIL 2014       | Obra popular XIX-XX                          | Mataró C. Bisbe Mas, 12 |                                                      | IPA-42215     | Carregueu una nova foto d'aquest monument |